# Villa Marie (Niederlößnitz)
Die Villa Marie liegt in der Dr.-Rudolf-Friedrichs-Straße 17 im Stadtteil Niederlößnitz der sächsischen Stadt Radebeul. Sie wurde 1893/1894 „wahrscheinlich“ durch den Architekten und Baumeister Adolf Neumann errichtet. Das Gebäude wurde zu Ehren der Ehefrau des Bauherren Ernst Robert Richter nach ihrem Vornamen benannt.

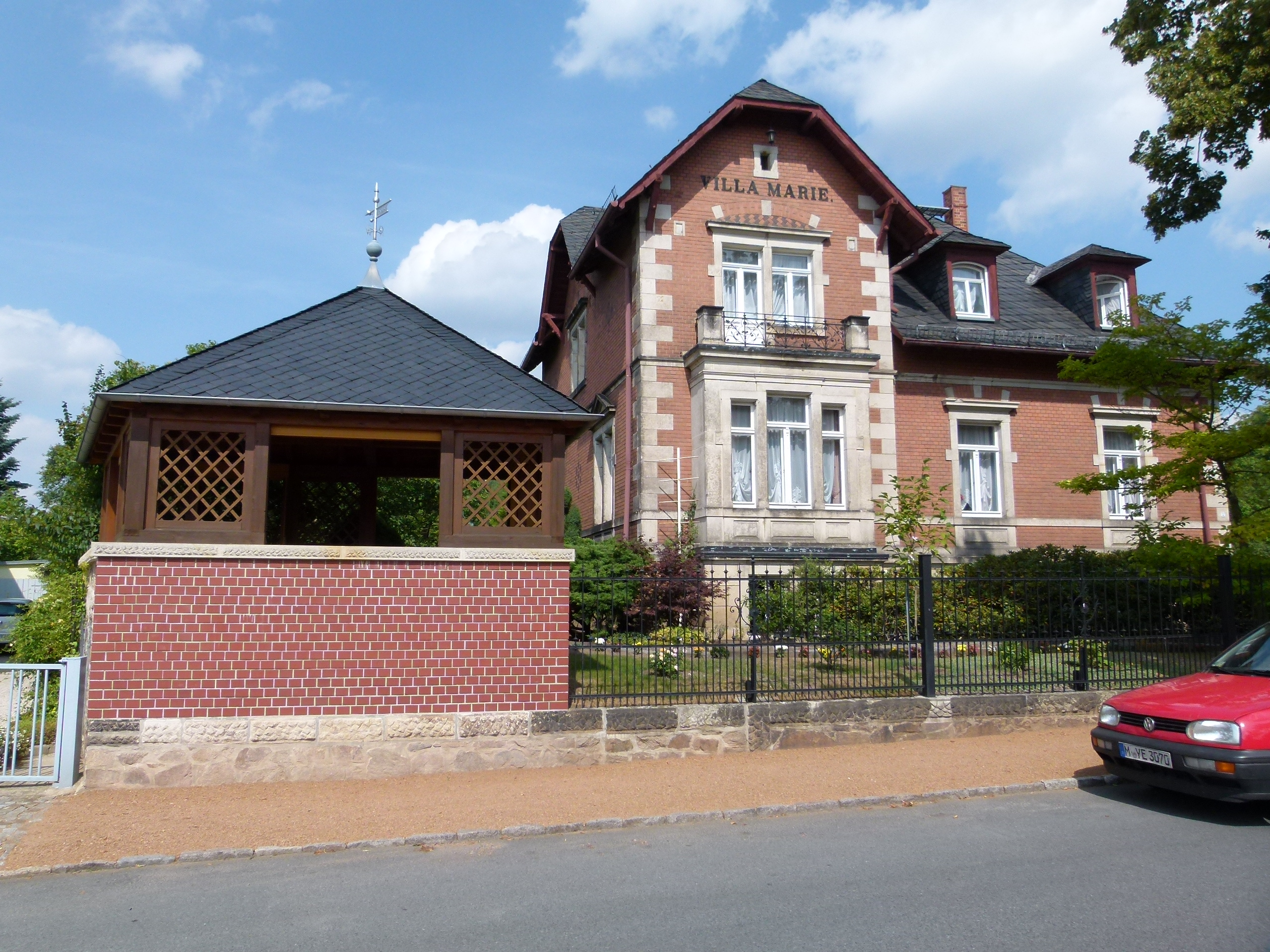
Villa Marie

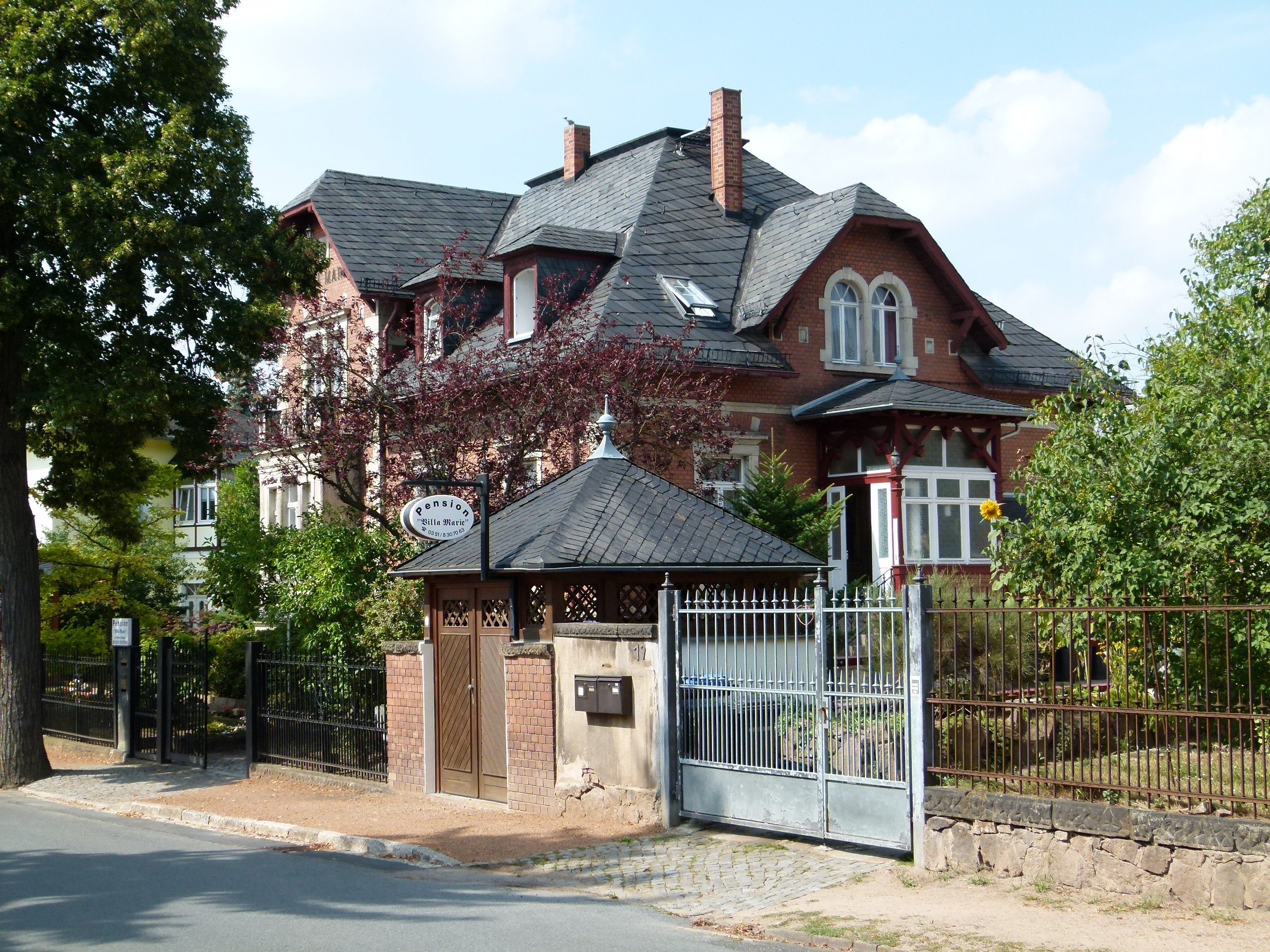
Villa Marie

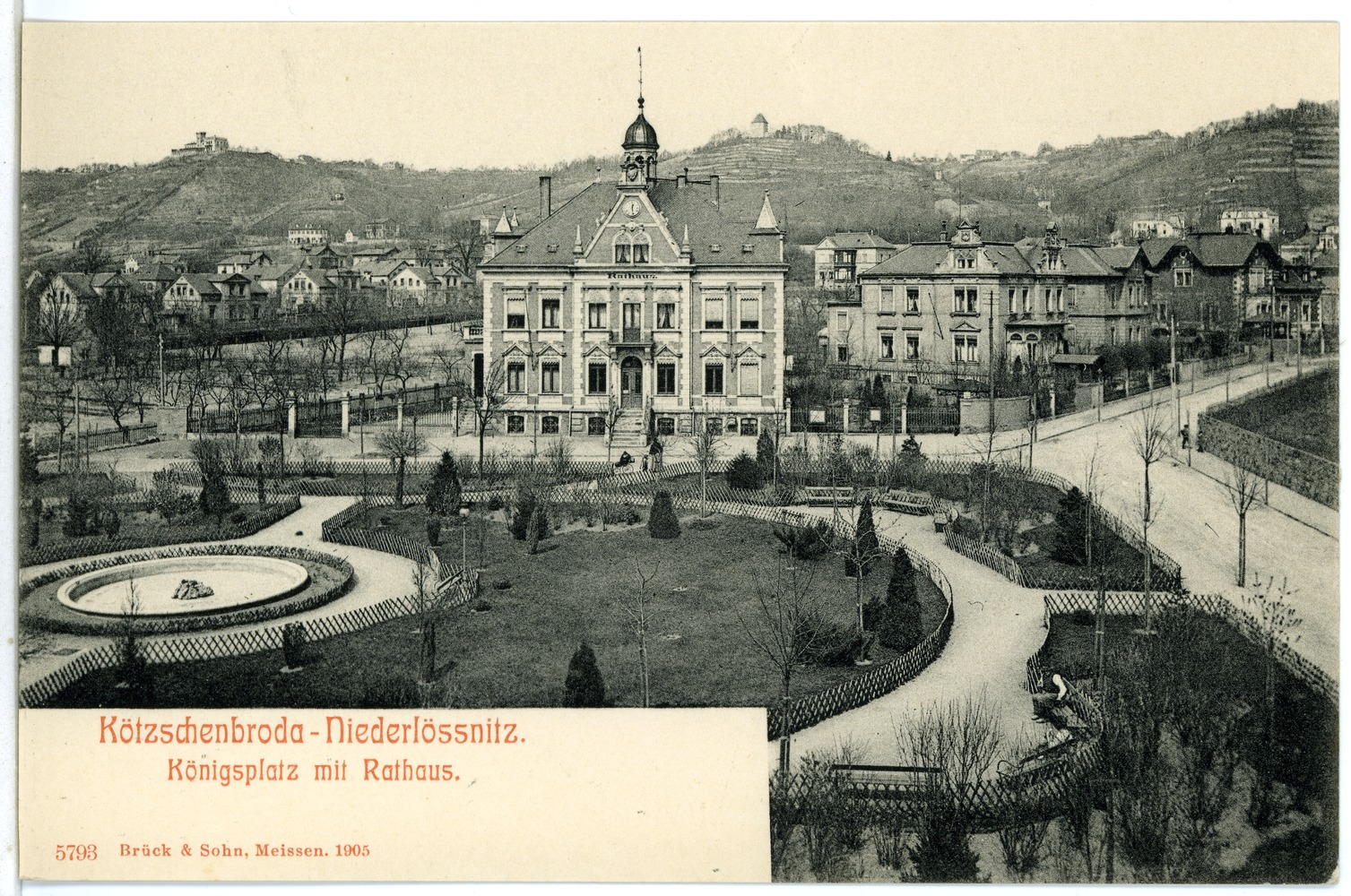
Villa Marie (1905) 3. rechts neben dem Rathaus Niederlößnitz

## Beschreibung
Die mitsamt Einfriedung unter Denkmalschutz stehende Villa ist ein „malerisches“ eingeschossiges Gebäude mit zweigeschossigen Seitenflügeln über einem asymmetrischen Grundriss. Der auf einem Sandsteinsockel stehende Bau hat ein abgeplattetes und ausgebautes Schiefer-Walmdach sowie einen Krüppelwalm-Sparrengiebel im links in der Straßenansicht stehenden Seitenrisalit. Dort befindet sich ein Standerker mit einem Austritt obenauf. Über dessen Koppelfenster ist der Hausname angebracht. In der rechten Seitenansicht befindet sich ein hölzernes Vorhaus mit dem Eingang.
Der in Radebeul seltene Backsteinstil der roten Blendziegelfassaden wird durch Sandsteingliederungen sowie ebensolche Eckquaderungen bereichert. Die Einfriedung besteht aus schmiedeeisernen Gittern.
An einer Grundstücksecke steht ein rekonstruierter Gartenpavillon mit einer Wetterfahne von 1895.

## Geschichte
Der Niederlößnitzer Schnittwarenhändler und Bauunternehmer Ernst Robert Richter kaufte 1892 das Grundstück von dem Dresdner Fabrikbesitzer Johannes Paul Liebe (siehe auch Villa J. Paul Liebe in der nicht weit entfernten Winzerstraße 27). Richter beantragte im November 1893 den Bau dieses Wohnhauses, dessen Entwurf wohl von dem ebenfalls Niederlößnitzer Baumeister Adolf Neumann stammte. Die Baugenehmigung erfolgte im Januar 1894, der Bau selbst zog sich wohl bis 1895 hin. Richter benannte das Gebäude zu Ehren seiner Ehefrau nach deren Vornamen Villa Marie.
Der ebenfalls aus Niederlößnitz stammende Kaufmann Ernst Emil Beyer erwarb 1896 das Anwesen, das 1901 in den Besitz des Dresdners Fritz Ernst Erich Benkendorff überging. 1903 war die Villa im Besitz des Oberstleutnants a. D. Caspar Albrecht Bernhard Freiherr Gans Edler zu Putlitz aus Straßburg, 1909 folgte Marianne Louise Freiin zu Putlitz. Der Dresdner Friedrich Otto Seidel folgte 1918 als Besitzer.
Von 1916 bis 1920 wohnte der pensionierte Generalmajor Max von Weddig zur Miete in der Villa Marie.
Im Jahr 1922 kaufte Alfred Kunze, der Urgroßvater des heutigen Besitzers, das Anwesen. Im Jahr 1978 erwarb ein Mitglied der heutigen Besitzerfamilie das Haus, die dort nach der Wende im Jahr 1992 eine Pension einrichtete.

### Weitere Gebäude des Bauherren
Der Bauunternehmer Ernst Robert Richter ließ sich in der Niederlößnitz eine Reihe von heute denkmalgeschützten Wohnhäusern errichten: 1893 Villa Augusta (heute Villa Bohemia) in der Dr.-Rudolf-Friedrichs-Straße 13 (Baumeister Adolf Neumann), 1893/1894 die Villa Marie in der Dr.-Rudolf-Friedrichs-Straße 17 (Baumeister Adolf Neumann), 1894/1895 die nebenstehende Villa in der Dr.-Rudolf-Friedrichs-Straße 19 (Baumeister Adolf Neumann), 1896/1897 eine Mietvilla in der Zillerstraße 21 (Baumeister Gebrüder Ziller) und 1898 daneben ebenfalls eine Mietvilla in der Zillerstraße 23 (Baumeister Hugo Große).